# Соннино, Сидней
Сидней Константино Соннино (итал. Sidney Costantino Sonnino; 11 марта 1847[…], Пиза, Тоскана — 24 ноября 1922, Рим) —  итальянский политик и государственный деятель, дважды возглавлял кабинет министров Италии. Первый в истории глава правительства Италии, не являвшийся этническим итальянцем (еврейского происхождения).

## Биография
Сидней Соннино родился в семье пизанского еврея Исаака Саула Соннино (итал. Isacco Saul Sonnino), крещёного в англиканство, и его супруги Георгины Софии Арно Дадли Менхеннет (итал. Georgina Sophia Arnaud Dudley Menhennet), происходившей из Уэльса. Дед Соннино по отцу эмигрировал в своё время из ливорнского гетто в Египет, где сколотил огромное состояние, как банкир.
Несмотря на то, что господствующей религией в Италии является католицизм, под влиянием матери, происходившей с Британских островов, Сидней Соннино получил в семье англиканское воспитание. Названные кросс-культурные семейные предпосылки сыграли свою роль в выборе профессии. Получив в 1865 году диплом юриста, Соннино избрал дипломатическую карьеру. С первого года по окончании университета на протяжении пяти лет (1866—1871) Соннино работал в посольствах Италии в столицах крупнейших стран Европы: Мадрид, Вена, Берлин, Париж. Франко-прусская война, начало которой Соннино застаёт в Париже, прервала его дипломатическую карьеру, и он вышел в отставку.
Свою семью Соннино вывез из Пизы на родину своих еврейских предков в Ливорно, где поселил их в пригородной Кверчьянелле (ит.). Там Соннино начал сотрудничество с другим уроженцем Ливорно — Леопольдо Франкетти (ит.), видным представителем состоятельной верхушки местной еврейской диаспоры. В 1873 году Франкетти предпринял ознакомительную поездку в Южную Италию, после чего стал одним из авторитетных «меридионалистов» (ит.) — специалистов по проблемам этого региона. В 1876 году Франкетти пригласил Соннино с собой в очередной вояж на Сицилию.
Изучая условий жизни населения, Франкетти и Соннино общались в том числе с местной мафией. Итоги своей поездки два ливорнца представили Итальянскому парламенту в форме доклада, изданного в 1877 году. Раздел «Политические и административные условия на Сицилии» этого доклада стал первым в истории исследованием сицилийской мафии, как особого социально-политического феномена. Завоевав таким образом известность в стране, в 1878 году Соннино и Франкетти основали журнал «La Rassegna Settimanale» (ит.), который вскоре вырос из еженедельного экономического обзора в ежедневную газету политической направленности.
Став депутатом от округа Сан-Кашиано-ин-Валь-ди-Пеза, Сидней Соннино встал в ряды сторонников всеобщего избирательного права. Отталкиваясь от результатов совместного труда с Франкетти по Сицилии, Соннино настаивал на необходимости специальных мер государственной поддержки Южной Италии и Сицилии. При этом, Соннино выступал не только против мафии, но и против социалистов, которые также требовали решения социальных вопросов и тем самым конкурировали с консерваторами, фракцию которых Сидней Сонино возглавлял в Итальянском парламенте.
Сидней Соннино был назначен министром финансов в два правительства Франческо Криспи.
С 8 февраля 1906 года по 29 мая 1906 года и с 11 декабря 1909 года по 31 марта 1910 года — председатель Совета министров Италии.
Министр иностранных дел в правительстве Антонио Саландры.
Скончался 24 ноября 1922 года в Риме.